# Fumées chirurgicales
Les fumées chirurgicales provoquées par l'utilisation d'une source d'énergie durant un acte chirurgical peuvent présenter des dangers pour la santé des personnes présentes au bloc opératoire. Des polluants biologiques, organiques ainsi que des nanoparticules sont susceptibles de traverser la paroi alvéolaire et de rejoindre le système sanguin des personnes qui y sont exposées.

## Présentation
Les fumées chirurgicales sont les fumées provoquées lors d'interventions chirurgicales par l'utilisation d'une source d'énergie, qu'elle soit électrique (bistouri électrique, thermofusion tissulaire), ultrasonique ou laser. Au regard des résultats d’études menées depuis plusieurs années, les fumées chirurgicales peuvent présenter des dangers pour la santé du personnel exposé au bloc opératoire. Ainsi les infirmières et les infirmiers de bloc déclarent deux fois plus de maladies respiratoires que la  population générale. Une nouvelle étude publiée en 2021  démontre que le risque de BPCO (Bronchopneumopathie chronique obstructive) est augmenté de 69% pour les infirmières travaillant dans un bloc opératoire depuis plus de 15 ans.
Concernant les seuls dangers des polluants organiques il a été démontré que :
- 1 gramme de tissu chirurgical vaporisé équivaut à la fumée émise par 6 cigarettes[3].
- 4 à 6 heures de présence dans l'espace chirurgicale d'une salle d'opération équivaut à fumer 27 à 30 cigarettes[4].

## Composition
Le panache des fumées chirurgicales est composé d'aérosols, de constituants biologiques, cellulaires, de gaz et de vapeurs. Les polluants peuvent être classés en trois principales familles :
- Les micro et nanoparticules
- Les polluants organiques
- Les polluants biologiques

### Lesmicroetnanoparticules

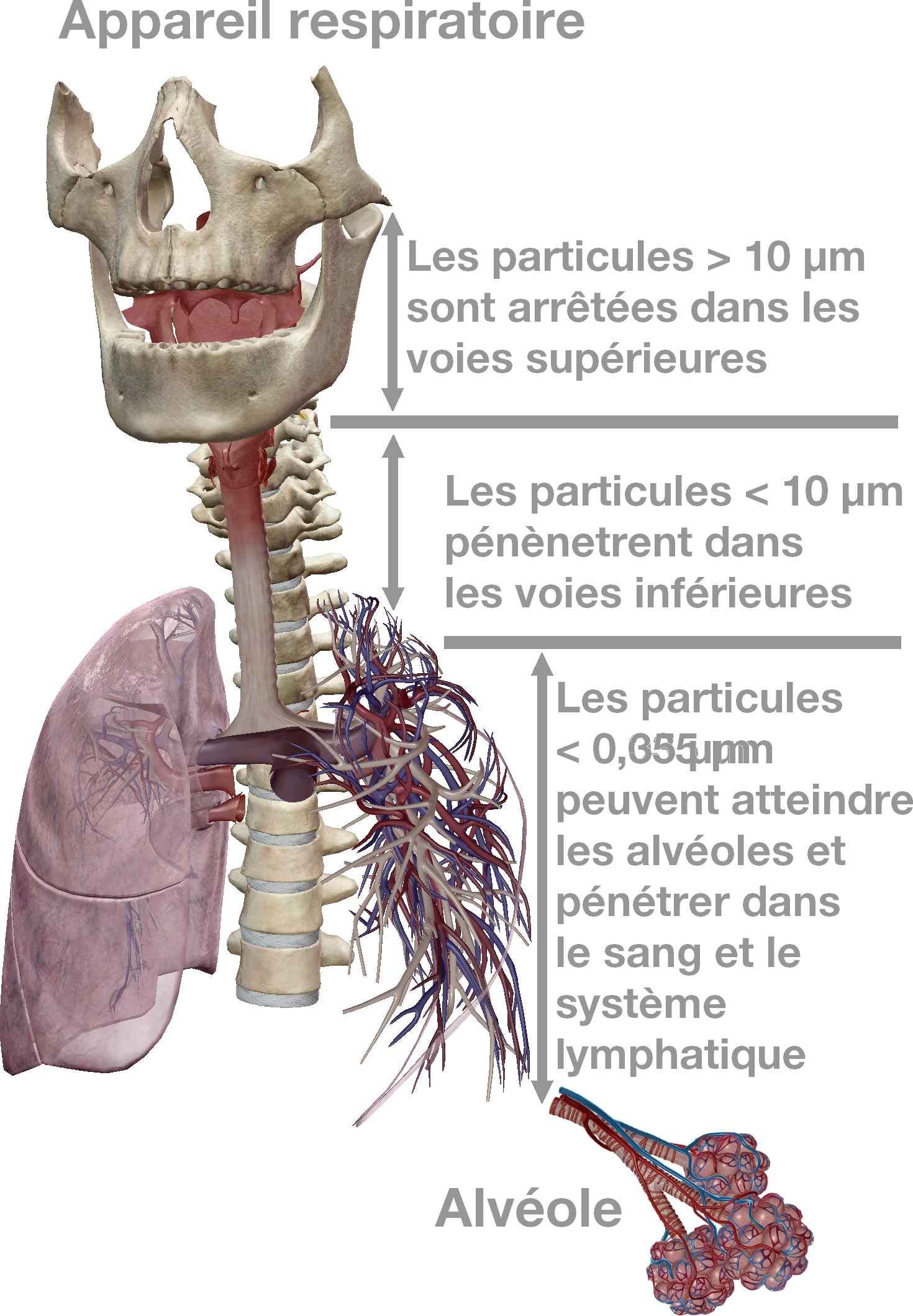
Pénétration des particules dans l'appareil respiratoire en fonction de leur taille

Bien que la taille des particules ainsi aérosolisées varie entre plus de 200 micromètres (ou microns) et moins 0,01 micromètre, leur taille moyenne fait qu'une part très importante de ces particules est susceptible d'atteindre les alvéoles pulmonaires (70% des particules ont une taille inférieure à 0.3μm). 
D’après les résultats des études expérimentales, leur taille fait que ces particules inhalées sont donc capables de traverser la paroi alvéolaire, migrer vers la plèvre, les structures ganglionnaires, rejoindre les systèmes sanguin et lymphatique et ainsi atteindre différents organes comme le foie, le cœur ou la rate.
- Électrocoagulation : diamètre moyen < 0,1 μm[5]
- Laser (résection de tissu) : diamètre moyen de l’ordre de 0,3 μm[5]
- Scalpel à ultrasons : diamètre moyen de l’ordre de 0,35 – 6,5 μm[5]

Le nombre de particules atteint 292 000 particules par cm3 pour une cure d’éventration et 490 000 particules par cm3 pour une résection hépatique.
À l'inspiration, le volume moyen inspiré par un adulte est de 500 cm3. 
Avec 292 000 particules par cm3 présentes dans le panache de fumée chirurgicale, les personnes présentent dans l’espace chirurgical respireraient potentiellement environ 146 millions de particules à chaque respiration et dont la majorité sont susceptibles d'atteindre les alvéoles pulmonaires et de passer la barrière air-sang.
Calcul :
- 292 000 particules par cm3 x 500 cm3 = 146 000 000 particules par inspiration
- 70% des particules ont une taille inférieure à 0.3μm

Il est important de noter que les masques chirurgicaux standard filtrent à 0,5 micron avec une efficacité d'environ 43 % et ne jointent pas autour de la bouche et du nez.

### Lespolluants organiques
Le panache chirurgical contient plus de 140 composés organiques de pyrolyse,,.
Ceux-ci sont formés à partir d'un processus chimique lorsque de l'énergie est appliquée à des tissus tels que la graisse, l'hémoglobine ou autres.
40 de ces polluants organiques sont toxiques, mutagènes et cancérigènes tels que :
- le benzène
- le cyanure d'hydrogène
- le toluène
- le formaldéhyde
- le 1,3 butadiène
- l'éthylbenzène
- le perchloroéthylène
- le monoxyde de carbone

### Les polluants biologiques

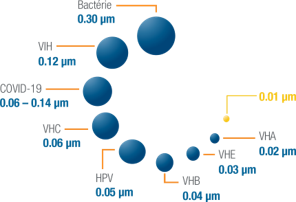
Tailles du matériel biologique

La fumée chirurgicale est composée de 95 % de vapeur d'eau.
L'eau étant porteuse de bactéries et de virus viables,, le transfert de maladie est possible et a été documenté.
il a été récupéré dans les fumées chirurgicales :
- Des virus viables (VPH[14],[15],[16],[17],VIH[18], VHB, …)
- Des brins viables d'ADN viral et humain
- Des cellules cancéreuses intactes[19]
- Des bactéries telles que Mycobacterium tuberculosis (tuberculose)

Une papillomatose laryngée a été reconnue comme maladie professionnelle pour une infirmière qui exerçait la fonction d’instrumentiste lors de traitements de papillomatoses

## Mesures de prévention

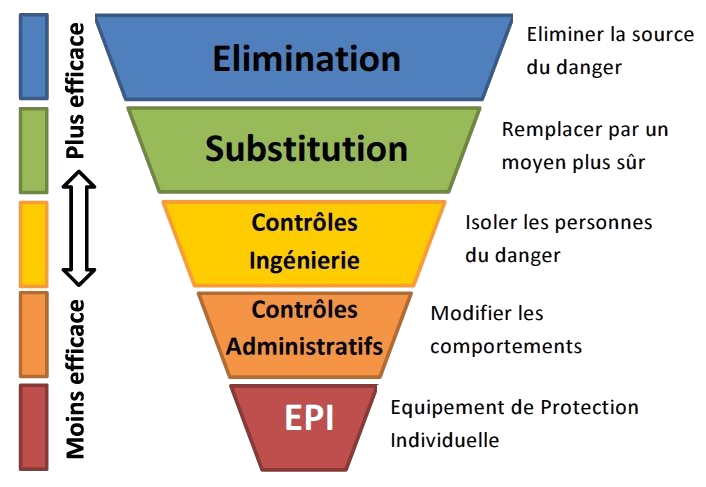

### La logique de la hiérarchie des mesures de prévention
Il existe une directive-cadre européenne relative à la sécurité et à la santé au travail qui oblige les employeurs à prendre des mesures adéquates pour rendre le travail plus sain et sûr. Cette directive fixe une hiérarchie des mesures de prévention.
La hiérarchisation est :
1. L'élimination du danger ou sa substitution
2. La réduction des risques via le recours à une protection collective
3. La prévention organisationnelle
4. Et en dernier recours, la limitation les dommages via le recours à des équipements de protection individuelle (EPI)

### La hiérarchisation des mesures de prévention concernant les fumées chirurgicales
1. L'élimination du danger ou sa substitution par l'usage d'un bistouri froid si cela est possible
2. La protection collective : ex.: l'élimination par captage à la source des fumées chirurgicales
3. La prévention organisationnelle : ex.: formation, méthodes de travail, procédures
4. En dernier recours, la limitation les dommages : ex.: port de lunettes protection et de masques

Un document sur les risques et les mesures de prévention concernant les fumées chirurgicales et destiné aux médecins du travail a été publié par l'INRS

### Les mesures de protection collectives concernant les fumées chirurgicales
La mesure de prévention collective la plus efficace est la solution technique qui consiste à capter puis à filtrer les fumées chirurgicales. 

#### Le captage à la source
Il existe différents moyens de capter à la source les fumées chirurgicales en fonction du type de chirurgie pratiquée.

##### Pour la chirurgie ouverte
Les différentes solutions sont d'utiliser au choix :
- Une simple tubulure ouverte amenée au plus près de la source
- Une tubulure pouvant s’adapter au manche porte-électrode (bistouri électrique)
- Un manche porte-électrode (bistouri électrique) équipé d'une solution de captage intégrée

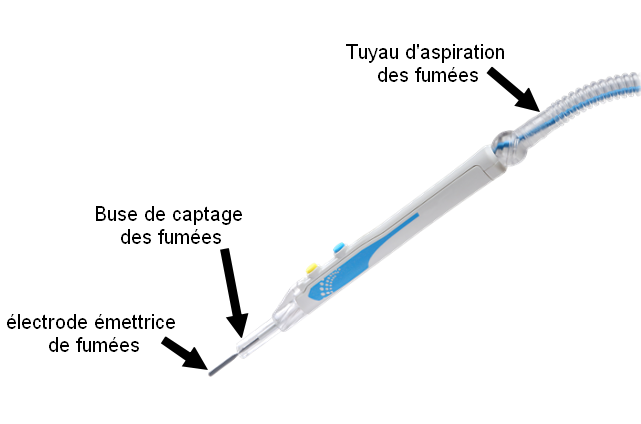
Bistouri électrique type permettant des capter les fumées à la source

##### Pour la cœlisocopie
Les différentes solutions sont d'utiliser au choix :
- un filtre actif ou passif (relié au robinet d'un des trocarts)

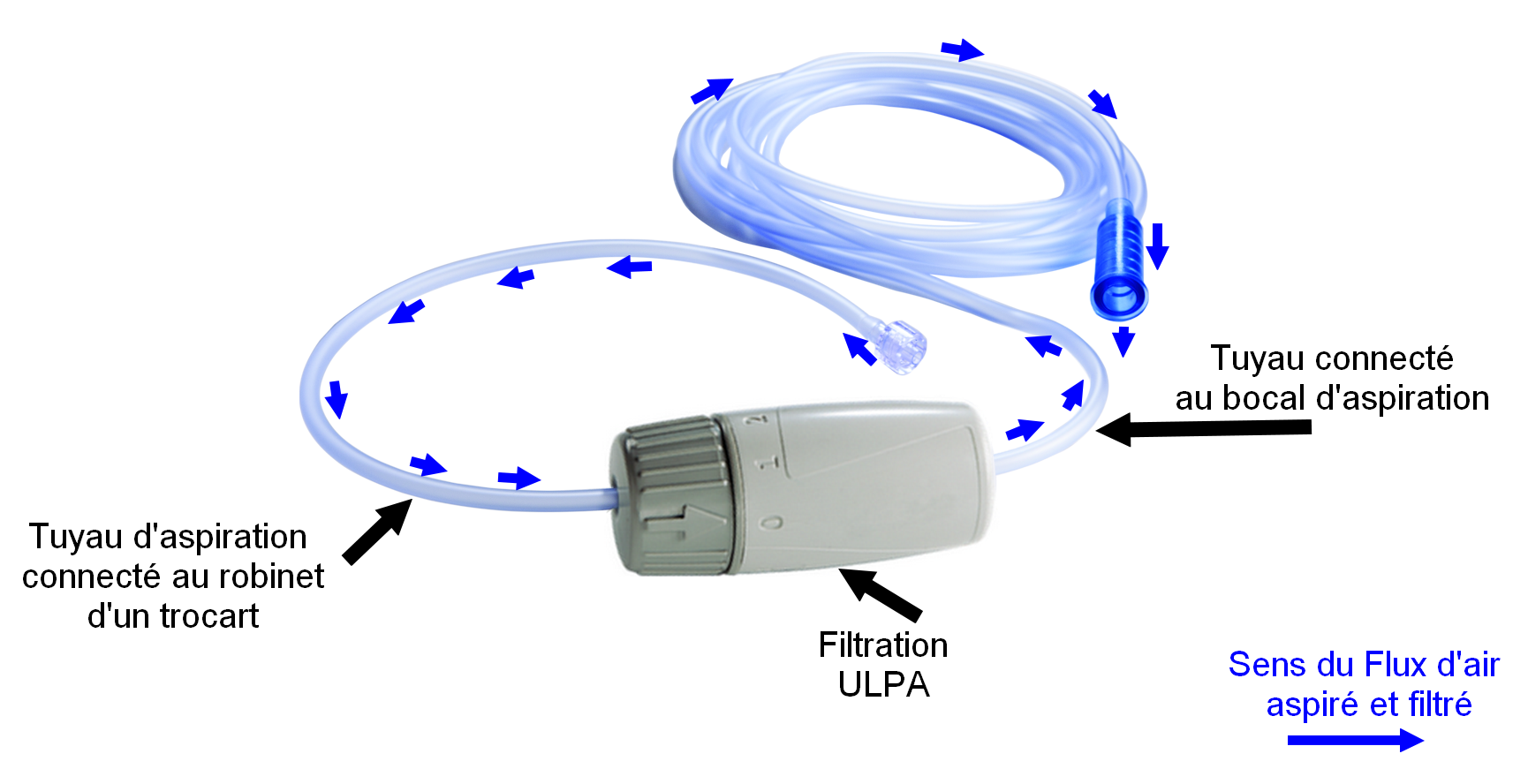
Evacuateur de fumées pour la coelioscopie Légendes

- une tubulure d'évacuation (relié au robinet d'un des trocarts et à un système d'évacuation et de filtration)
- Un système de lavage cœlioscopique (Aspiration/irrigation relié à un filtre puis à l'aspiration murale)

#### La Filtration
Les tailles des particules devant être filtrées sont comprises entre 200 micromètres (ou microns) et moins 0,01 micromètres.
Concernant les polluants biologiques leurs tailles sont :
- Bactéries : 0.3 μm
- VIH : 0.12 μm
- Covid-19 : 0.06 à 0.14 μm
- VHC : 0.06 μm
- HPV : 0.05 μm
- VHB : 0.04 μm
- VHE : 0.03 μm
- VHA : 0.02 μm

Les filtres doivent indiquer leur taux d'efficacité minimum pour les tailles de particules les plus difficiles à attraper car les plus pénétrantes (notion de MMPS : most penetrating particle size). Il est donc nécessaire de recourir à des filtres de type ULPA (Ultra Low Particulate Air) pour assurer une filtration efficace de ces particules aérosolisées. Les filtres ULPA affichent en effet des efficacités minimum de 99.999 % pour des MMPS généralement comprises entre 0.1μm et 0.2μm.
L'erreur la plus répandue consiste à supposer que seul un effet tamis est responsable de la capture des aérosols par un milieu fibreux. En réalité, l'efficacité unitaire de collection d'une fibre est fonction de plusieurs mécanismes physiques :
- La diffusion brownienne

- L’interception directe

- L’impaction inertielle

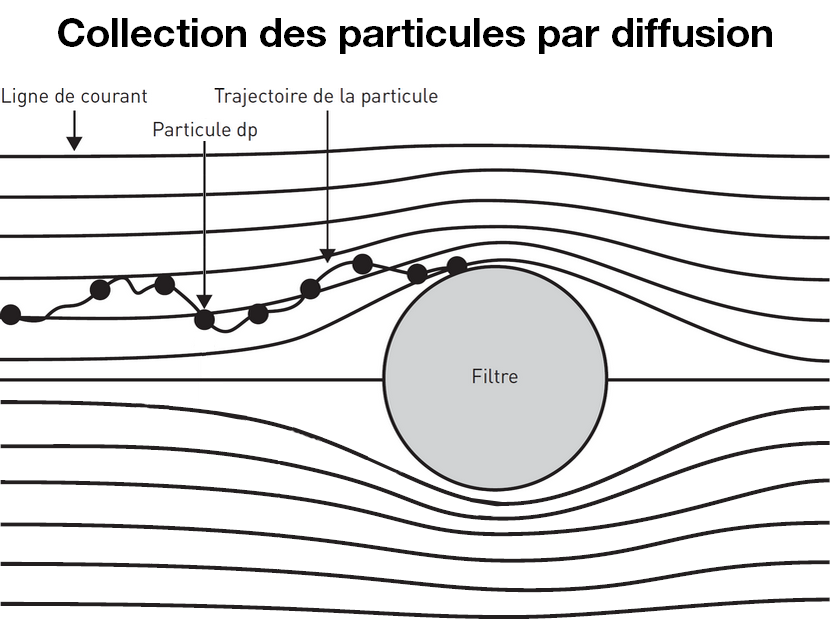
Principe de la diffusion Brownienne

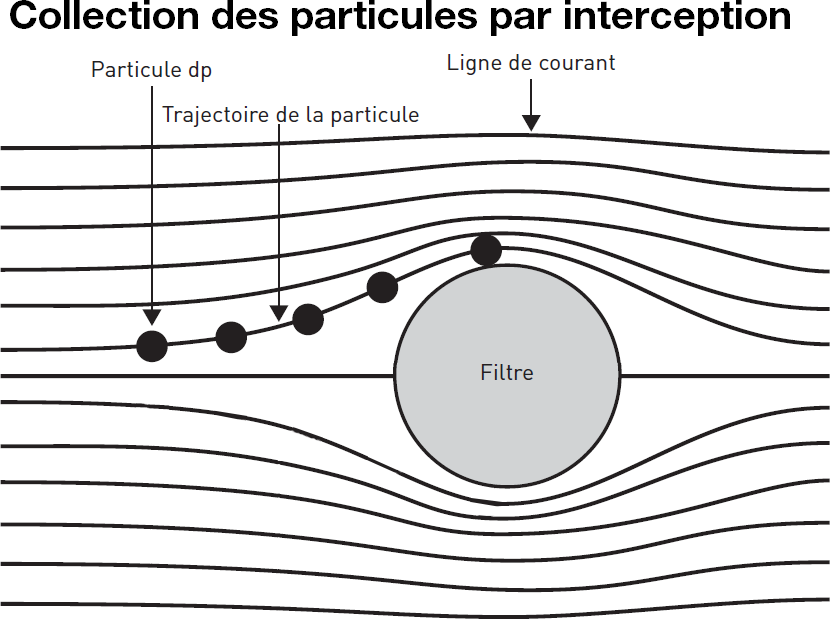
Principe de l'interception directe

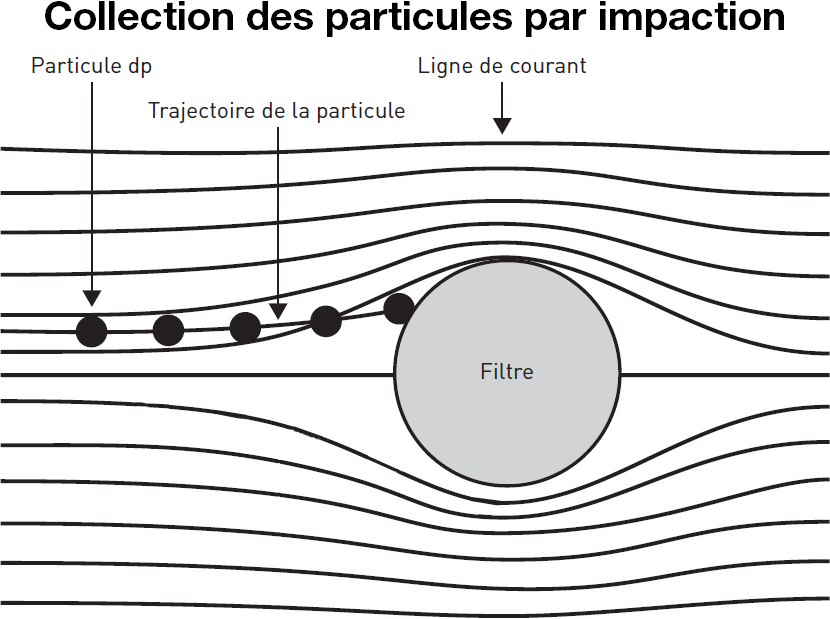
Principe de l'impaction inertielle

Voir article sur la filtration des aérosols de l'INRS pour plus de détails
Il résulte de ces mécanismes physiques que les particules inférieures comme les particules supérieures aux tailles des MPPS sont capturées avec une efficacité supérieure au minimum annoncé pour les MPPS.

#### L'évacuation
Pour permettre le captage des fumées il est possible de recourir pour de petits volumes de fumées à l'aspiration murale (ex. : cœlioscopie) ou pour la chirurgie ouverte à des évacuateurs dont le volume d’aspiration est bien plus important (la norme ISO16571 précise qu'il doit être capable de fournir un débit d'au moins 500 l/min sans perte de charge).

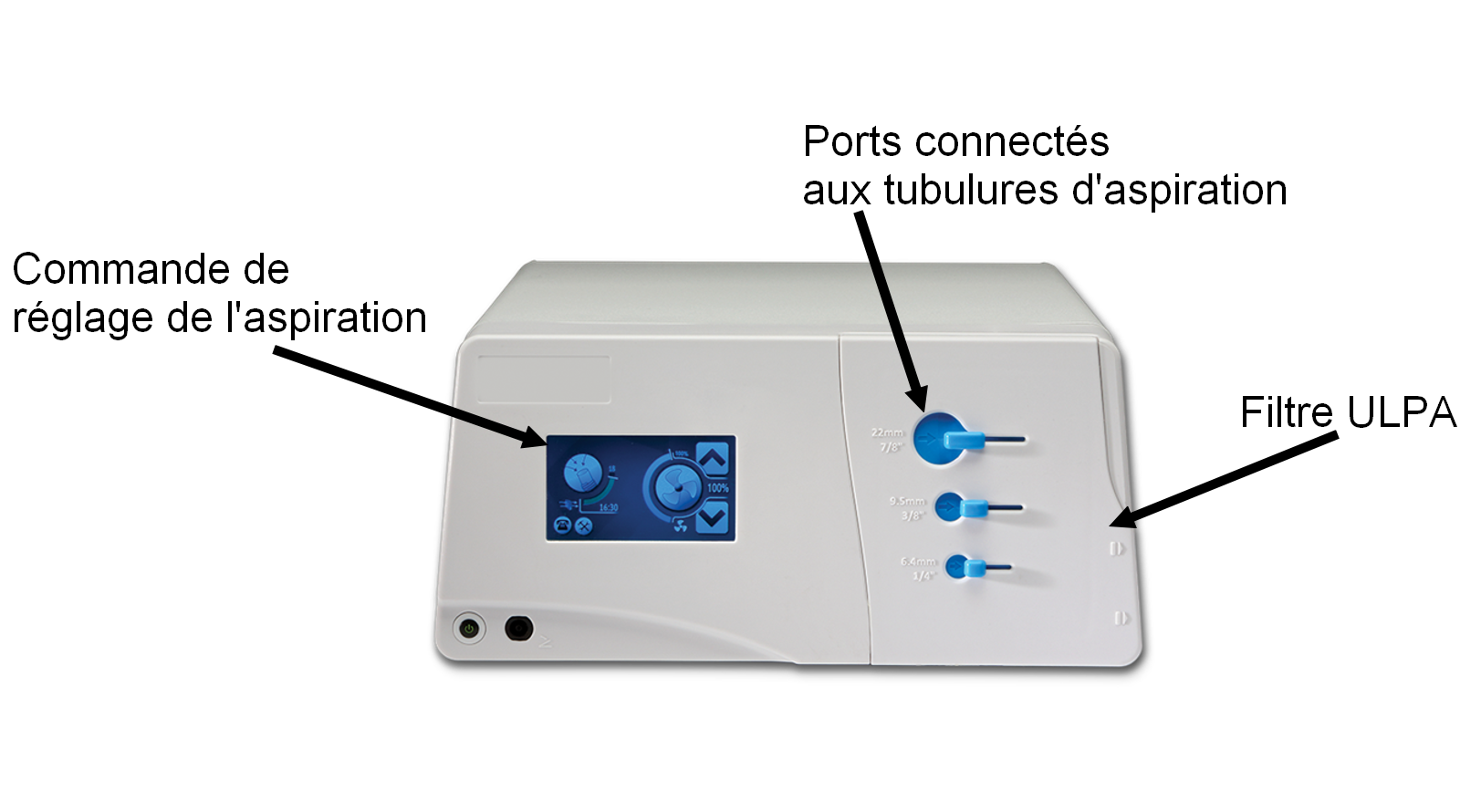
Evacuateur permettant l'évacuation et la filtration des panaches de fumées chirurgicales

- Concernant l'utilisation de l'aspiration murale il est important de protéger du risque de colmatage les canalisations de l'établissement de santé en plaçant un filtre ULPA sur la ligne d'aspiration.
- Concernant les évacuateurs, ceux-ci sont généralement munis de filtres réutilisables. Pour cette raison, et afin de protéger de tout contact accidentel le personnel de salle entre deux interventions, la norme ISO16571 stipule que l'unité terminale (l'entrée du filtre) doit avoir un dispositif de fermeture qui se ferme lorsqu'il n'est pas connecté. Les évacuateurs offrent généralement la possibilité d'être couplé à la source d'énergie émettrice de fumées afin de s'activer que lorsque celle-ci est utilisée. Les fumées chirurgicales étant composées à 95% de vapeur d'eau, la norme ISO16571 recommande également que le système de filtration contienne un préfiltre et/ou un adsorbeur afin de protéger le filtre ULPA.